# Полиаденилација
Полиаденилација је додавање поли(А) репа на РНК транскрипт, типично информационе РНК (иРНК). Поли(А) реп састоји се од више молекула аденозин монофосфата; другим речима, то је сегмент РНК састављен искључиво из аденинских база. Код еукариотских организама, полиаденилација је део процеса којим се производи зрела иРНК ради транслације. Код многих бактерија, поли(А) реп подстиче деградацију иРНК. Стога представља део ширег процеса генске експресије.
Процес полиаденилације почиње транскрипцијом генских терминатора. Сегмент на 3′-крају новоформиране пре-иРНК је најпре подељен групом протеина; ови протеини потом синтетишу поли(А) реп на 3′ крају РНК. Код неких гена ови протеини додају поли(А) реп на једном од више могућих места. Следствено, полиаденилација може да произведе више од једног транскрипта (алтернативна полиаденилација), као у случају алтернативне прераде РНК.
Поли(А) реп је од значаја за експорт иРНК из нуклеуса, њену транслацију, као и стабилност самог молекула. Током времена реп ће бити прогресивно скраћен и у тренутку када постане довољно кратак, иРНК ће бити деградирана ензимским путем. Ипак, код одређених типова ћелија, молекули иРНК са кратким поли(А) реповима ће бити депоновани за накнадну активацију процесом ре-полиаденилације у цитосолу. С друге стране, као процес у бактеријским ћелијама, полиаденилација подстиче деградацију РНК. Ово је, такође, повремено случај код еукариотских некодирајућих РНК молекула.
Молекули иРНК прокариота и еукариота имају полиаденилисане 3′-крајеве, с тим што су поли(А) репови код прокариота генерално краћи и мање молекула РНК је полиаденилисано.